# Niall Farrell
Niall Farrell (ur. w 1997) − angielski bokser, brązowy medalista młodzieżowych mistrz Europy z 2014 roku.

## Kariera amatorska
W październiku 2014 został wicemistrzem Europy w kategorii papierowej. Finałowy pojedynek przegrał wyraźnie na punkty z reprezentantem Mołdawii Iulianem Ivanovem.